# TD Garden
TD Garden (tidligere kendt som TD Banknorth Garden og før det som FleetCenter) er en sportsarena i Boston i Massachusetts, USA, der er hjemmebane for både NHL-klubben Boston Bruins og NBA-holdet Boston Celtics. Arenaen har plads til 19.580 tilskuere, og blev indviet den 30. september 1995.
TD Garden er desuden ofte arrangør af koncerter, og The Who, Coldplay, Genesis, Celine Dion,  og Bon Jovi er blandt de navne der har optrådt i arenaen.